# Kohler Head
Das Kohler Head ist eine Landspitze an der Scott-Küste des ostantarktischen Viktorialands. Sie liegt auf der Nordostseite der Whitmer-Halbinsel und markiert die Südseite der Einmündung der Cheetham-Eiszunge in das Rossmeer.
Der United States Geological Survey kartierte sie anhand eigener Vermessungen und Luftaufnahmen der United States Navy aus den Jahren von 1957 bis 1962. Das Advisory Committee on Antarctic Names benannte sie 1984 nach John L. Kohler, Bauelektriker auf der McMurdo-Station zwischen 1965 und 1966 sowie von 1966 bis 1967.